# Eskadrille 515
Eskadrille 515 er Flyvevåbnets flyveledereskadrille. Eskadrillen har til opgave at lede det militære luftrum i tæt samarbejde med det det civile firma Naviair, der har til opgave at lede den civile lufttrafik. Eskadrillen er organiseret under Air Control Wing, hvis primære funktion er at overvåge luftrummet over Danmark.[kilde mangler]
Fysisk er eskadrillen placeret i Naviairs bygning i Kastrup Lufthavn.
Da man i sin tid oprettede eskadrillen, havde man i Danmark en lang række militære fly, og civil lufttrafik var ikke særlig udbredt. Nu er situationen omvendt, og de militære flyveledere kontrollerer derfor ikke længere kun militære fly, men hjælper med at lede den civile flytrafik.[kilde mangler]
Udover flyveledelse har Eskadrille 515 også et antal flyveinformationsoperatører, som yder radarservice og flight information service til de militære luftfartøjer - såvel udenlandske som danske - der flyver efter visuelle flyveregler (VFR).[kilde mangler]
Eskadrillen fungerer dagligt som bindeled mellem den civile og militære lufttrafik.[kilde mangler]

## Eksterne links
- fafif.dk: Flyveleder i Flyvevåbnet (Webside ikke længere tilgængelig)
- Forsvaret.dk: Fyrre år i flyvesikkerhedens tjeneste